# Hilara veltmani
Hilara veltmani är en tvåvingeart som beskrevs av Chvala 1999. Hilara veltmani ingår i släktet Hilara och familjen dansflugor. Inga underarter finns listade i Catalogue of Life.